# Torèn
Torèn, de vegades escrit Torrent (en francès, Thorrent, que no és forma oficial) és un poble de la comuna de Saorra, de la comarca del Conflent, a la Catalunya del Nord.
Està situat a l'oest del nucli principal de la comuna, el poble de Saorra, a la part occidental de la comuna a la qual pertany. En el poble de Torèn hi ha l'església romànica de la Santa Creu de Torèn i les restes del Castell de Torèn.

## Etimologia
Al llarg dels anys s'han donat diverses explicacions de l'origen del topònim Torèn. Una d'elles creu que podrien haver derivat del nom de persona "Torresind" o "Thurisind", d'origen germànic; una altra explicació considera el nom una transformació de torre sine domus, una torre isolada.

## Història
El lloc és documentat des de l'any 901, en un escrit pel qual els esposos Leudeví i Orsèn venen als seus fills Benció i Ramon, i a Adalèn, muller del primer, diversos alous que tenen al comtat de Rosselló i a la vall del Conflent (Ponsich, Catalunya Carolíngia VI).
El 1378, Berenguer d'Oms adquirí de l'infant Joan I Torèn i Mentet, però els Oms veieren les seves possessions confiscades el 1682; cent anys més tard (1779), el poble pertanyia a Louis de Boisambert. Antic municipi independent, però escassament poblat (als fogatges del 1378 i del 1515 se n'indiquen 7 focs o famílies, poc més d'una trentena de persones), Torèn va ser annexionat el 1822 a Saorra. Administrativament va tenir el nom oficial francès de Thorens entre 1793 i 1801, que canvià a Touren fins a la incorporació a Saorra.
Situat a les faldes del Canigó i com en diversos pobles veïns, a Torèn hi hagué mines de ferro, que foren explotades intensivament a partir del 1859, quan es constituí l'empresa de l'alt forn de Rià; la companyia propietària d'aquest (la Société des Hauts fourneaux et Forges de Ria) era també propietària de les mines de Torèn. La mineria del ferro s'acabà a mitjan segle xx; posteriorment s'extragué fluorita durant alguns anys.

## Demografia[3]
| Evolució de la població |      |      |      |      |      |      |
| 1793                    | 1794 | 1796 | 1800 | 1804 | 1806 | 1830 |
| 62                      | 86   | 80   | 77   | 76   | 81   | 92   |

## Cultura

### Edificis d'interès

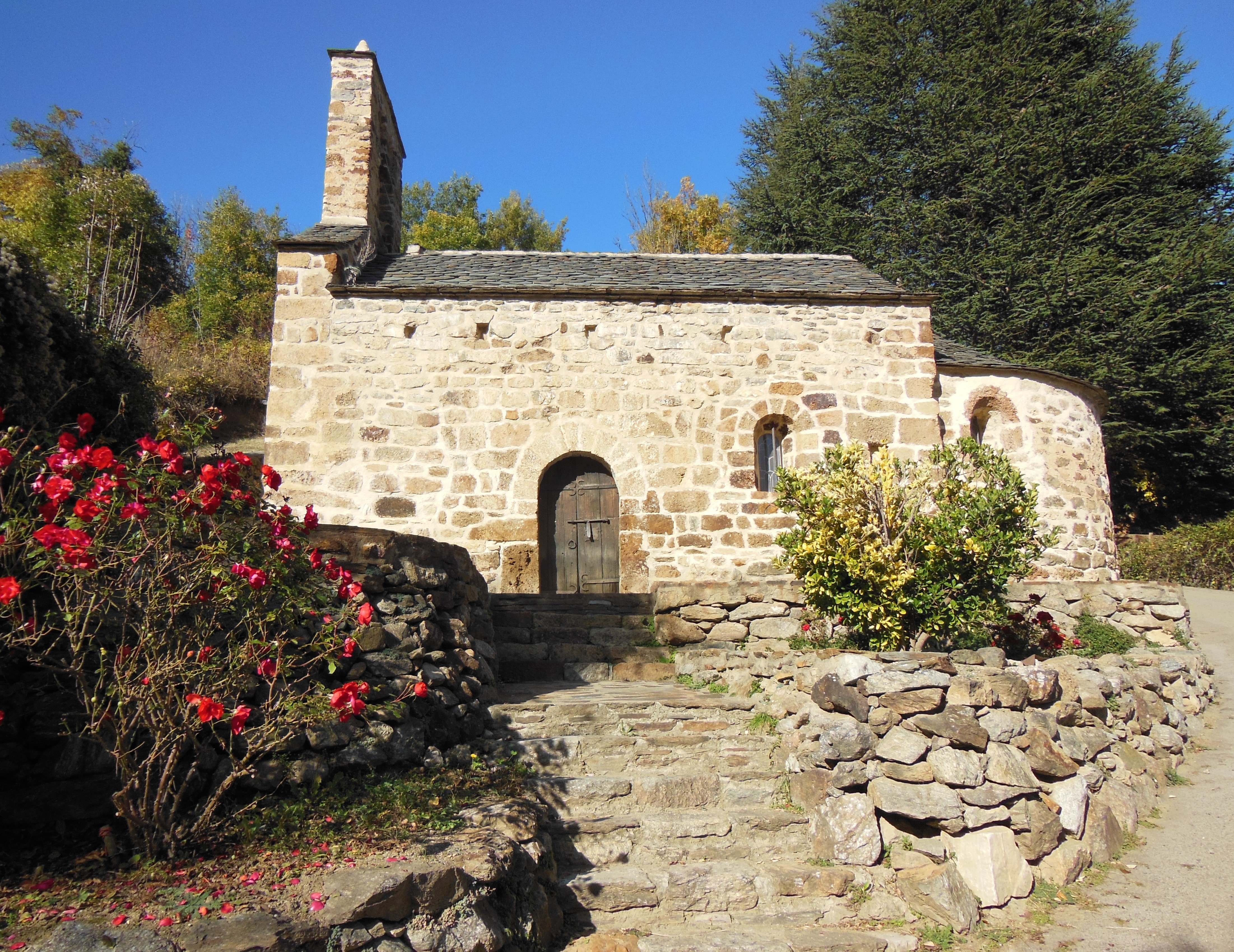
Santa Creu de Torèn.

L'església parroquial de la Santa Creu de Torèn és d'estil romànic (segle xii) i té una nau única amb coberta de volta i un absis semi-circular. El campanar d'espadanya, amb dues obertures, està rematat amb tres punxes. A l'interior de l'església es conserva una bella marededéu de fusta i un Crist, que presideix l'altar.
El Castell de Torèn, restaurat parcialment al segle xix, està situat per dessobre el poble. Havia estat el centre de la baronia de Torèn (al segle xviii n'eren barons la família Satger). En destaca la torre de l'homenatge, quadrada i rematada amb merlets, i una torre circular.